# Tupapa Maraerenga Football Club
Il Tupapa Maraerenga Football Club è una società calcistica con sede a Avarua, nelle Isole Cook. Partecipa alla Cook Islands Round Cup, della quale è una delle squadre più titolate.

## Storia
Il Tupapa F.C. è la squadra che ha vinto più trofei nelle Isole Cook. Conta infatti 16 vittorie della Cook Islands Round Cup e 10 della Cook Islands Cup. Nella stagione 2015–16, avendo vinto il campionato nazionale, partecipa nuovamente alla OFC Champions League 2016, partendo dal turno preliminare con un esordio vittorioso per 7 a 0 in trasferta contro i campioni di Tonga del Veitongo. Il Tupapa aveva partecipato alla OFC Champions League nelle stagioni 2000-2001, 2008-2009 e 2012-2013.

## Squadra partecipante alla OFC Champions League 2016
| N. |                       | Ruolo | Calciatore                 |
| -- | --------------------- | ----- | -------------------------- |
| 1  | Isole Cook (bandiera) | P     | Sacha Nathu                |
| 2  | Isole Cook (bandiera) | D     | Miitamariki Scamele Joseph |
| 3  | Isole Cook (bandiera) | C     | Ben Hunt                   |
| 4  | Isole Cook (bandiera) | D     | Ant Samuela Za'mule        |
| 5  | Isole Cook (bandiera) | C     | Josh Karika                |
| 6  | Isole Cook (bandiera) | A     | Twin Tiro Baco'lino        |
| 7  | Isole Cook (bandiera) | C     | Grover Harmon              |
| 8  | Isole Cook (bandiera) | C     | Rhys Ruka                  |
| 9  | Isole Cook (bandiera) | D     | Paavo Mustonen             |
| 10 | Isole Cook (bandiera) | A     | Campbell Best              |

| N. |                       | Ruolo | Calciatore     |
| -- | --------------------- | ----- | -------------- |
| 11 | Isole Cook (bandiera) | A     | Jared Colligan |
| 12 | Isole Cook (bandiera) | A     | Harlem Simiona |
| 13 | Isole Cook (bandiera) | D     | Edward Brogan  |
| 14 | Isole Cook (bandiera) | A     | Zahid Ali      |
| 15 | Isole Cook (bandiera) | D     | Sunai Joseph   |
| 16 | Isole Cook (bandiera) | A     | Ishak Mohammed |
| 17 | Isole Cook (bandiera) | D     | Edmund Okirua  |
| 18 | Isole Cook (bandiera) | A     | Mel Matakino   |
| 19 | Isole Cook (bandiera) | A     | James Nand     |
| 20 | Isole Cook (bandiera) | P     | Murray Wilson  |

## Palmares

### Competizioni nazionali
- Cook Islands Round Cup: 19

1992, 1993, 1998–99, 2001, 2002, 2003, 2007, 2010, 2011, 2012, 2014, 2015, 2017, 2018, 2019, 2020, 2022, 2023, 2024
- Cook Islands Cup: 10

1978, 1998–99, 1999–00, 2001, 2004, 2009, 2013, 2015, 2018, 2019